# Svět co zatočí s tebou
Svět co zatočí s tebou je druhé řadové album kapely Debustrol.

## Seznam skladeb
1. Posel strachu
2. Závrať
3. Svět co zatočí s tebou
4. Úděl jiných
5. Ve stínu zákona
6. Právo chcípnout
7. R.A.P.-L.
8. Egypt
9. Věčný sen
10. Nálet
11. Sarkofág smrti

## Album bylo nahráno ve složení
- Kolins – kytara, zpěv
- Trifid – kytara
- Cizák – baskytara
- Alan Reisich – bicí